# میچیکو یوکوته
میچیکو یوکوته (انگلیسی: Michiko Yokote؛ زادهٔ ۱ ژانویهٔ ۱۹۵۳) فیلم‌نامه‌نویس اهل ژاپن است.